# Мерфи, Энни
Энн Фрэнсис Мерфи (англ. Anne Frances Murphy, род. 19 декабря 1986 года, Оттава, Онтарио, Канада) — канадская актриса.
С 2007 года Мерфи сыграла около 30 ролей в кино и на телевидении, в том числе в эпизодах сериалов «Реальные парни», «Лицом к стене», «Красавица и Чудовище», «Горячая точка», «Копы-новобранцы» и других.
Широкую известность актриса получила благодаря роли Алексис Роуз в ситкоме «Шиттс Крик» (2015—2020), которая принесла ей премию «Эмми» и номинацию на «Золотой глобус». В 2021—2022 годах Мерфи играла Эллисон Макробертс в драмеди «Кевин может пойти к чёрту». Также она сыграла молодую Рут Бреннер во втором сезоне шоу «Жизни матрёшки» и Джоан Тэйт в серии «Ужасная Джоан» антологии «Чёрное зеркало».

## Избранная фильмография
| Год       |   | Русское название          | Оригинальное название  | Роль               |
| --------- | - | ------------------------- | ---------------------- | ------------------ |
| 2015—2020 | с | Шиттс Крик                | Schitt’s Creek         | Алексис Роуз       |
| 2021—2022 | с | Кевин может пойти к чёрту | Kevin Can F**k Himself | Эллисон МакРобертс |